# Adrian Hates

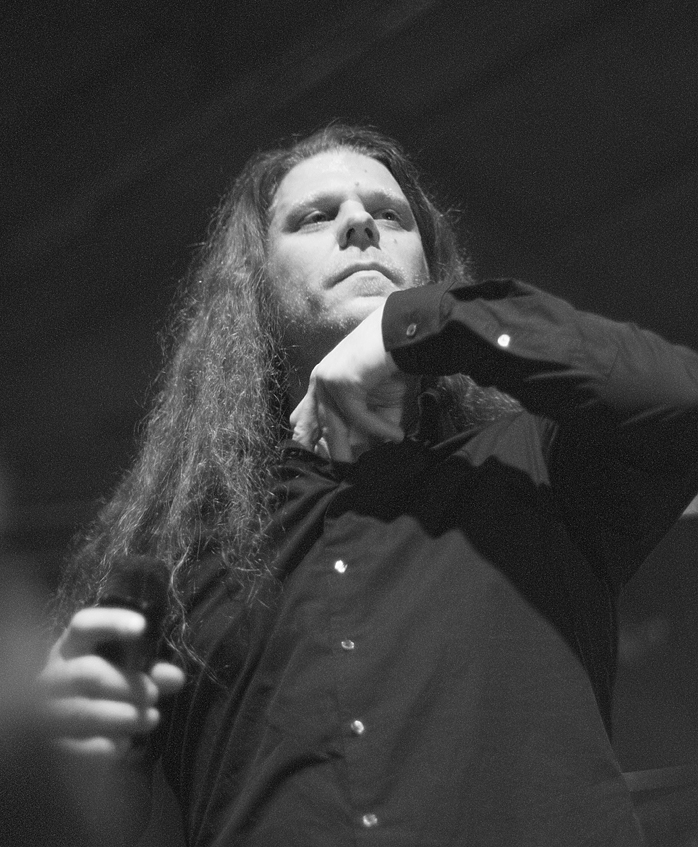
Adrian Hates (2012)

Adrian Hates (* 17. Januar 1973 in Düsseldorf) ist Gründer, Kopf, Sänger, Komponist und Produzent der Musikgruppe Diary of Dreams. 

## Leben
Im Alter von neun Jahren begann Hates, das Spielen der klassischen Gitarre zu erlernen. Durch seine Eltern kam er auch mit der Musik von Komponisten wie Ludwig van Beethoven, dessen Mondscheinsonate nach wie vor zu seinen Lieblingskompositionen zählt, Wolfgang Amadeus Mozart und Antonio Vivaldi in Kontakt. Mit 15 Jahren entdeckte er in New York, wo er eineinhalb Jahre in einer Großfamilie lebte, Tasteninstrumente für sich und nahm, ebenso wie die dort wohnenden Kinder, Klavierunterricht. Auch die Schulstunden, in denen er frei schreiben musste, haben ihm nach eigenen Aussagen „sehr geholfen, gerade in Bezug auf Kreativität“. Nach seiner Rückkehr nach Deutschland verspürte er „den Wunsch, meine Gedanken und Gefühle weitergehend umzusetzen, zu verwirklichen und fand mich plötzlich in diesem verrückten Haufen von Musikern wieder“. 1989 gründete er mit Alistair Kane das Projekt Diary of Dreams, von 1992 bis 1997 war er Bassist bei der deutschen Gothic-Rock-Band Garden of Delight. Gemeinsam mit Torben Wendt von Diorama veröffentlichte er 2018 unter dem Namen Coma Alliance das Album Weapon of Choice.